# 王亚樵
王亚樵（1887年2月7日—1936年9月20日），谱名玉清，别名鼎、擎宇，字九光，綽號九哥，中国同盟会会员、中華民國大陸時期刺客。

## 生平
王亚樵于1887年2月7日（元宵节）正午出生于安徽合肥磨店乡，其父王荫堂是一位医生。早年参加同盟会，武昌起义后，曾与乡人李元甫、王传柱等在庐州举事响应，后失败，亡命上海。1913年，结识景梅九，参加了“无政府主义研究小组”，自此王亚樵开始主张用行动宣传反对一切强权。1921年，在上海组织安徽人士成立同乡会，同年改名为“斧头帮”，与黄金荣、杜月笙等互争地盘。被称斧头帮是因为旧时代港口船上麻绳运用多，水手人人带小斧头便于砍绳。
在江苏军阀齐燮元与浙江军阀卢永祥的鬥爭中，王亚樵支持卢永祥，并于1923年11月12日组织手下刺杀了齐燮元任命的淞沪上海警察厅厅长徐国梁，这为民国时轰动一时的刺杀案件，成为甲子兵災的导火索之一。
之后王亚樵接受卢永祥的任命赴湖州任浙江纵队司令，其门生有后来的军统头目戴笠（1923年戴笠在王亚樵手下任中队长）、国军将领胡宗南。卢永祥被齐燮元、孙传芳打败，王亚樵先后流亡廣東、香港，后又返回上海，“4·12”事件后王亚樵对蒋介石非常不满；1931年7月23日，王亚樵组织“鐵血鋤奸團”策划在上海刺杀宋子文，在上海北火车站因派出的刺客誤殺宋的秘书唐腴庐，使宋子文逃过一劫。之后王亚樵又策划在庐山刺杀蒋介石，因蒋戒备森严未果。
淞沪抗战期间，王亚樵积极配合十九路军抗战，派水手携水雷炸伤日舰“出云”号。淞沪停战后，王亞樵找到流亡在上海之大韓民國政府負責人安昌浩；王亞樵制定好周密斬首計劃，也準備好充足資金和武器，只需要大韓民國流亡政府出一個懂日語之朝鮮人去執行任務:96。王亚樵与朝鲜志士尹奉吉合作，于1932年4月29日在上海虹口公园日本天皇诞辰庆典会场放置炸弹，河端貞次（日本駐滬居民團行政委員長）當場被炸死；白川義則（陸軍大將，一二八事變日本上海派遣軍司令）身中多枚彈片重傷，送院後死亡；植田謙吉（陸軍中將，第九師團長，后任关东军总司令）被炸斷一腿；重光葵（日本駐華公使，后任日本外相）被炸斷一腿；野村吉三郎（海軍中將，第三艦隊司令）被炸瞎一眼。
1933年，蔡廷锴、李济深等发动福建事变另立政府，与蒋介石中央对抗，王亚樵于是赴福州参加。福建事变失败后，王亚樵与华克之等人再次筹划刺杀蒋介石；1935年11月1日，中国国民党中央四届六中全会召开期间，华克之、孙凤鸣等以记者身份混入会场行刺，但蒋介石当时未到场，于是孙凤鸣改向汪精卫行刺，连击三枪使其受傷。
張學良則說，當日蔣跟中國國民黨中央黨部祕書長葉楚傖一起，他在駡葉楚傖:237。因為禮堂上佈置得不合適，蔣生氣駡幾句，好久沒出來照相:237。當孫鳳鳴曾與其說明，孫說他是專門來刺汪精衛:242。王亞樵是一個殺人頭子，人家花錢買凶，是廣東人劉廬隱（胡漢民親信）收買:243。劉廬隱要專門打廣東出身者，如宋子文、汪精衛、楊暢卿:243。
蒋介石对此非常震怒，要求军统戴笠缉拿王亚樵，王亞樵的部下余立奎等人相继被捕，王亚樵不得已出逃廣西，投奔李济深，李济深将其安排在梧州自己的老家中避难，军统一时鞭长莫及。戴笠后来以銀圓十萬元及释放余立奎为条件买通了余立奎之妻余婉君，1936年10月20日，余婉君赴梧州约王亚樵见面，王不知有诈，如约前来，被埋伏在四周的军统特务枪杀，屍體被剥皮处理。

## 评价
原国民党军统骨干沈醉曾经評論王亚樵：“世人都怕魔鬼，但魔鬼怕王亚樵。蒋介石一提这个人，假牙就发酸；戴笠若是听说这个人又露面了，第一个反应就是检查门窗是否关好；而汪精卫的肋巴骨，硬是被‘王亚樵’这三个字活活敲断的。连上海滩黄金荣、杜月笙一类流氓泰斗遇上王亚樵，也得绕着道儿走。”
曾与王亚樵合谋刺杀蒋介石、后担任中華人民共和國内务部副部長的华克之评价道：“……王亚樵既未通读‘马克思列宁主义’，也不相信‘神与国家’。他有平等思想，同情劳动人民，否认一切权威。为了救人一难，不惜倾家荡产，万金一掷；听人家几句恭维，也可拔刀相助，不计后果。他是一个精神旷达，乱七八糟的好汉……”